# Erde-Schaf
Das Erde-Schaf (Jiwei, chinesisch 己未, Pinyin jǐwèi) ist das 56. Jahr des chinesischen Kalenders (siehe Tabelle 天支 60-Jahre-Zyklus). Es ist ein Begriff aus dem Bereich der chinesischen Astrologie und bezeichnet diejenigen Mondjahre, die durch eine Verbindung des sechsten Himmelsstammes (己,  jǐ, Element Erde und Yīn) mit dem achten Erdzweig (未,  wèi), symbolisiert durch das Schaf (羊,  yáng), charakterisiert sind.
Nach dem chinesischen Kalender tritt eine solche Verbindung alle 60 Jahre ein. Das letzte Erde-Schaf-Jahr begann 1979 und dauerte wegen der Abweichung des chinesischen vom gregorianischen Kalenderjahr vom 28. Januar 1979 bis 15. Februar 1980.

## Erde-Schaf-Jahr
Im chinesischen Kalenderzyklus ist das Jahr des Erde-Schafs 己未jǐwèi das 56. Jahr (am Beginn des Jahres: Erde-Pferd 戊午 wùwǔ 55).
| Liste der Erde-Schaf-Jahre des 60-Jahres-Zyklus (Ende des Zyklus – bei Zählung vom 1. Regierungsjahr Huángdì) (Beginn des Zyklus – bei Zählung vom 61. Regierungsjahr Huángdì)            |              |              |              |              |              |              |              |              |              |              |
| Zykl. | 0            | 1            | 2            | 3            | 4            | 5            | 6            | 7            | 8            | 9            |
| 0 | 2642 v. Chr. | 2582 v. Chr. | 2522 v. Chr. | 2462 v. Chr. | 2402 v. Chr. | 2342 v. Chr. | 2282 v. Chr. | 2222 v. Chr. | 2162 v. Chr. | 2102 v. Chr. |
| 10 | 2042 v. Chr. | 1982 v. Chr. | 1922 v. Chr. | 1862 v. Chr. | 1802 v. Chr. | 1742 v. Chr. | 1682 v. Chr. | 1622 v. Chr. | 1562 v. Chr. | 1502 v. Chr. |
| 20 | 1442 v. Chr. | 1382 v. Chr. | 1322 v. Chr. | 1262 v. Chr. | 1202 v. Chr. | 1142 v. Chr. | 1082 v. Chr. | 1022 v. Chr. | 962 v. Chr.  | 902 v. Chr.  |
| 30 | 842 v. Chr.  | 782 v. Chr.  | 722 v. Chr.  | 662 v. Chr.  | 602 v. Chr.  | 542 v. Chr.  | 482 v. Chr.  | 422 v. Chr.  | 362 v. Chr.  | 302 v. Chr.  |
| 40 | 242 v. Chr.  | 182 v. Chr.  | 122 v. Chr.  | 62 v. Chr.   | 2 v. Chr.    | 59           | 119          | 179          | 239          | 299          |
| 50 | 359          | 419          | 479          | 539          | 599          | 659          | 719          | 779          | 839          | 899          |
| 60 | 959          | 1019         | 1079         | 1139         | 1199         | 1259         | 1319         | 1379         | 1439         | 1499         |
| 70 | 1559         | 1619         | 1679         | 1739         | 1799         | 1859         | 1919         | 1979         | 2039         | 2099         |
| 80 | 2159         | 2219         | 2279         | 2339         | 2399         | 2459         | 2519         | 2579         | 2639         | 2699         |
| Hinweis: Die laufende Nr. des Zyklus ergibt sich aus der Zeilen-Nr. addiert mit der Spalten-Nr. Beispiel: Das Erde-Schaf-Jahr des 35. Zyklus (Zeile 30 + Spalte 5) entspricht 542 v. Chr. |              |              |              |              |              |              |              |              |              |              |